# سیستم‌های اطلاعات علاءالدین
شرکت علاءالدین (به انگلیسی: Aladdin Knowledge Systems) یک شرکت تولیدکننده نرم‌افزارهای امنیتی در زمینه‌های مدیریت حقوق دیجیتال و امنیت اینترنت است. این شرکت در سال ۱۹۸۵ تأسیس شد و دفتر مرکزی آن در تل آویو اسرائیل قرار دارد.

## تاریخچه
شرکت علاءالدین توسط مارگالیت در سال ۱۹۸۵ تأسیس شد هنگامی که سن وی در آن زمان تنها ۲۳ سال بود.برادر مارگالیت که در زمینه ریاضی و رایانه در دانشگاه تل آویو مشغول به تحصیل بود بعدتر به او ملحق شد. در سال‌های اولیه تأسیس شرکت، فعالیت شرکت در دو زمینه بسته‌های هوش مصنوعی و محصولات سخت افزاری برای جلوگیری از کپی غیر مجاز نرم‌افزارها بود.سرمایه اولیه مارگالیت برای این شرکت مبلغ ده هزار دلار بود.
در سال ۱۹۹۳ فروش شرکت در زمینه محصولات مدیریت حقوق دیجیتال به ۴ میلیون دلار رسید. در همان سال سهام شرکت در نزدک ارائه شد و سود شرکت به هفت میلیون و نهصد هزار دلار افزایش یافت. همچنین در سال ۲۰۰۴ سهام این شرکت در بورس تل آویو ارائه شد و در سال ۲۰۰۷ درآمد شرکت به بیش از ۱۰۵ میلیون دلار افزایش یافت. در مارس ۲۰۰۹ شرکت وکتور کاپیتال این شرکت را خریداری کرد.

## محصولات
- ئی‌توکن
- ئی‌سیف
- سیف‌ورد
- اچ‌ای‌اس‌پی